# Propionibacterium freudenreichii
Espèce
Propionibacterium freudenreichii est une bactérie non mobile à gram positif qui joue un rôle important dans la production de l'emmental et, dans une certaine mesure, du Leerdammer. Sa concentration dans les fromages de type suisse (ou fromages à pâte pressée cuite) est plus grande que dans tout autre fromage. Les propionibactéries se trouvent souvent dans le lait et les produits laitiers, mais elles ont aussi été extraites du sol. P. freudenreichii a un chromosome circulaire de 2,5 Mb de long. Dans la production de l'emmental, P. freudenreichii fait fermenter le lactate pour former de l'acétate, du propanoate et du dioxyde de carbone : 

Les produits de cette fermentation contribuent au goût doux de noisette du fromage, et c'est au dioxyde de carbone qu'on doit la formation des trous dans le fromage. Les fromagers règlent la taille des trous en modifiant l'acidité, la température et le temps de traitement du mélange. On trouve environ un milliard de cellules vivantes de P. freudenreichii dans un gramme d'emmental. À la différence de la plupart des bactéries lactiques, cette bactérie décompose surtout les lipides pour former des acides gras libres. De récentes recherches ont porté sur les avantages possibles de la consommation de P. freudenreichii, qui passe pour nettoyer l'appareil digestif humain. On a aussi laissé entendre que P. freudenreichii abaissait peut-être l'incidence du cancer du côlon,. Ce mutualisme est inhabituel chez les propionibactéries, qui sont généralement des commensaux.
Le rendement et la croissance de P. freudenreichii dépendent fortement de la présence de Lactobacillus helveticus, qui fournit des acides aminés essentiels. La dégradation de L. helvecticus libère divers acides aminés et peptides. On a constaté que P. freudenreichii croît même en l'absence de L. helvecticus, mais certaines souches de la bactérie lysent en l'absence de glutamine, de lysine ou de tyrosine. On a estimé que l'autolyse de P. freudenreichii contribuait aussi à la flaveur de l'emmental. Les conditions qui entraînent l'autolyse de cette bactérie ne sont pas bien connues.

## Liste des sous-espèces
Selon Catalogue of Life (25 juin 2019) :
- sous-espèce Propionibacterium freudenreichii freudenreichii van Niel, 1928
- sous-espèce Propionibacterium freudenreichii shermanii (van Niel, 1928) Holdeman & Moore, 1970